# 油麻地抽水站宿舍
油麻地抽水站宿舍（英語：Former Pumping Station of Water Supplies Department）位於香港九龍油麻地上海街345號，是位於九龍最古老的水務設施，於2009年12月18日獲得香港古物古蹟辦事處評定爲一級歷史建築物。

## 歷史

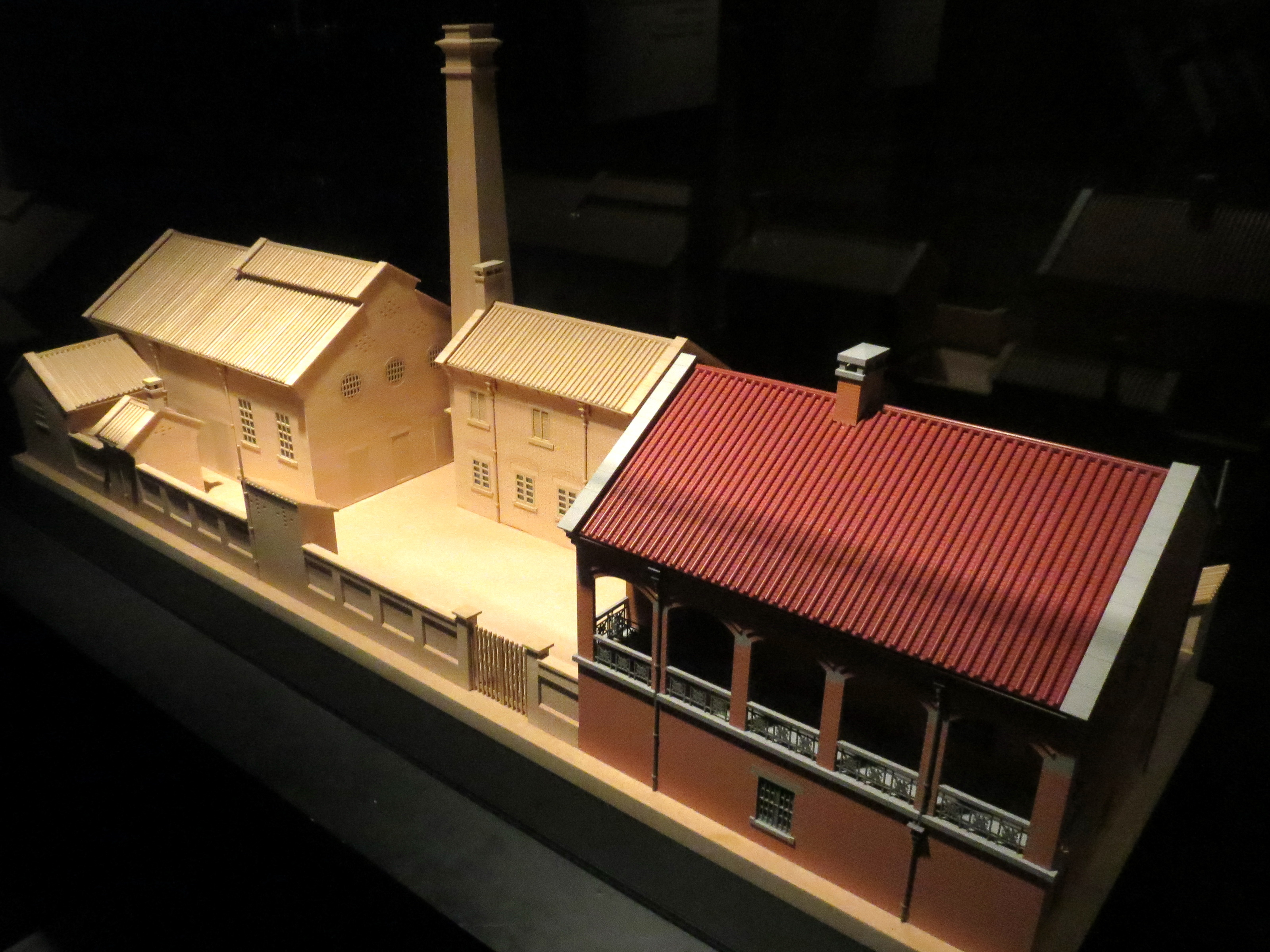
油麻地舊水務處抽水站模型：
未上色的部分為已拆卸的機房、工作室和煙囪
（展於香港文物探知館）

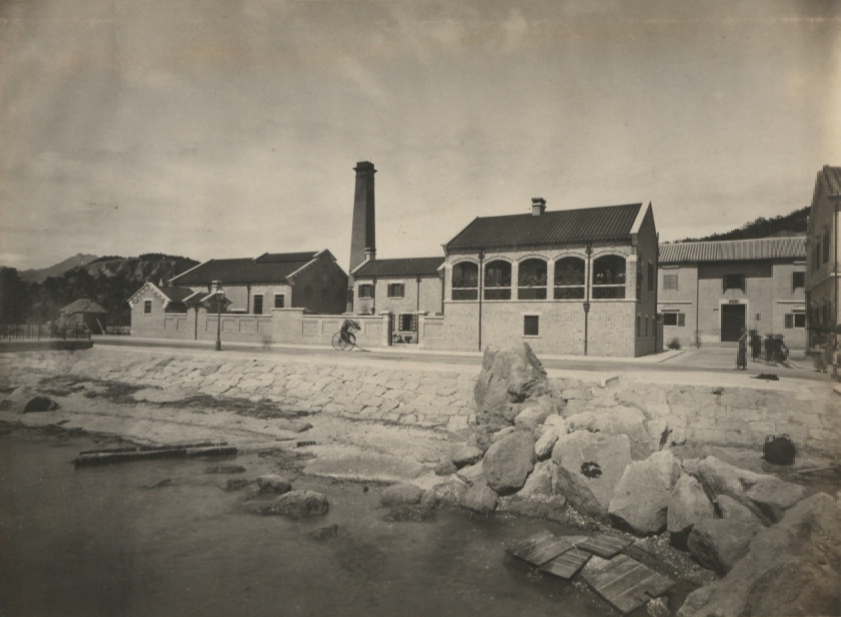
油麻地抽水站建成初期的照片

宿舍建於1895年，兩層高，因用紅磚建成而又稱為紅磚屋。建築屬於殖民地新古典主義設計，並揉合「美術工藝運動」的風格。
它原為舊水務署工程師辦公室，是九龍首個水務設施——自來水抽水站的一部分，附近的一些水務建築則早已被清拆。
自1920年起，它曾經被更改為舊油麻地郵政局、公廁及垃圾收集站，後來更成為露宿者之家。

## 保育計劃
香港市區重建局及新鴻基地產曾經計劃清拆紅磚屋，引起主張保護文物的人士反對，才得以保留。
毗鄰的私人住宅（窩打老道8號）取消部分低層單位，改以長柱支撐樓身，以保存紅磚屋這香港碩果僅存的古舊建築。
2006年，政府經過多年時間，最終決定耗資8,000萬港元將紅磚屋及鄰近的油麻地戲院改建成傳統曲藝表演中心，將設逾300個座位，預定於2011年至2012年竣工。
2012年12月至2013年3月，有關單位舉辦導賞團，讓公眾穿梭油麻地戲院及油麻地抽水站宿舍。
2016年10月，紅磚屋成為油麻地戲院的辦公室、表演排練空間及出售有關中國戲曲紀念品的小商店。

## 圖片

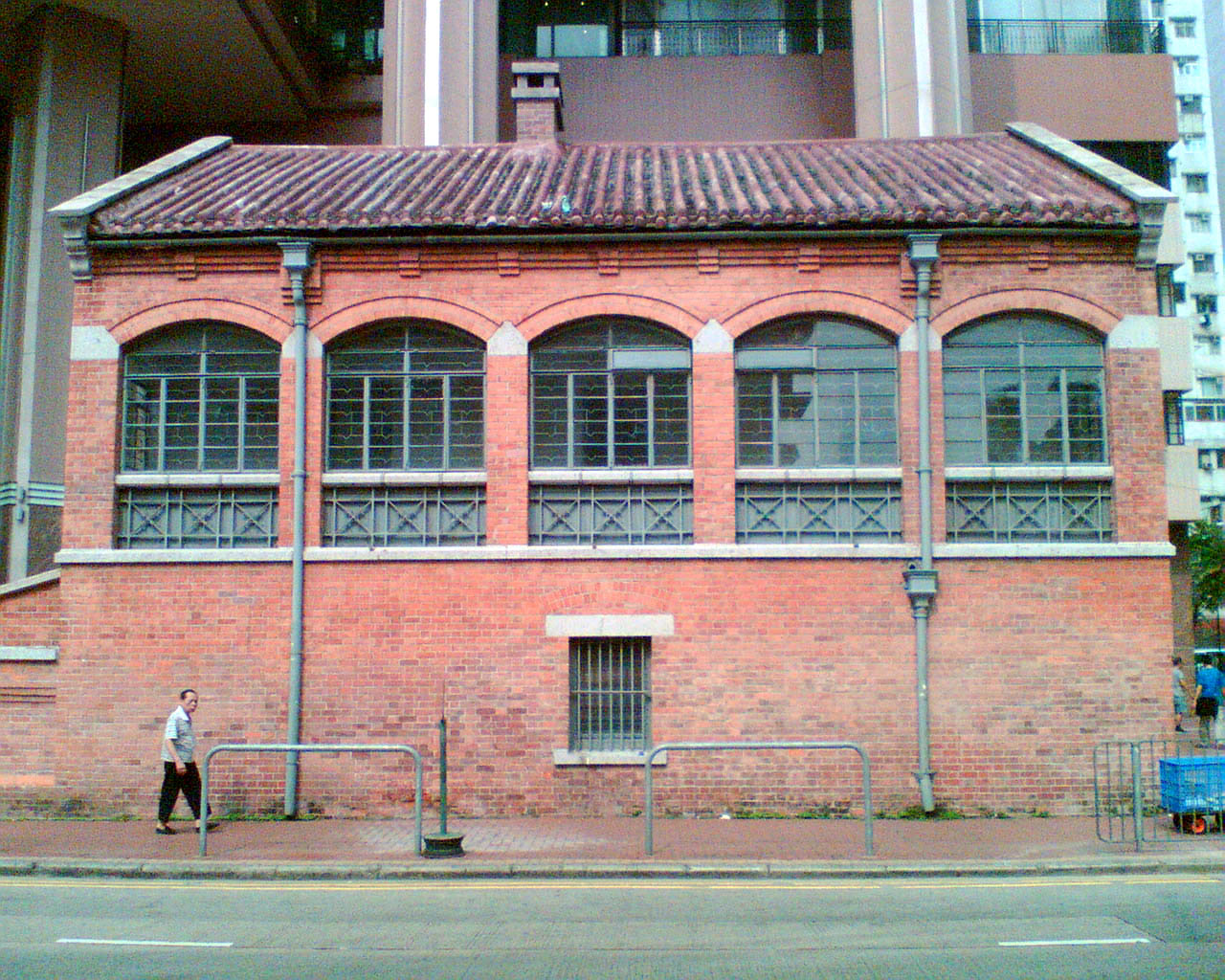
紅磚屋正面
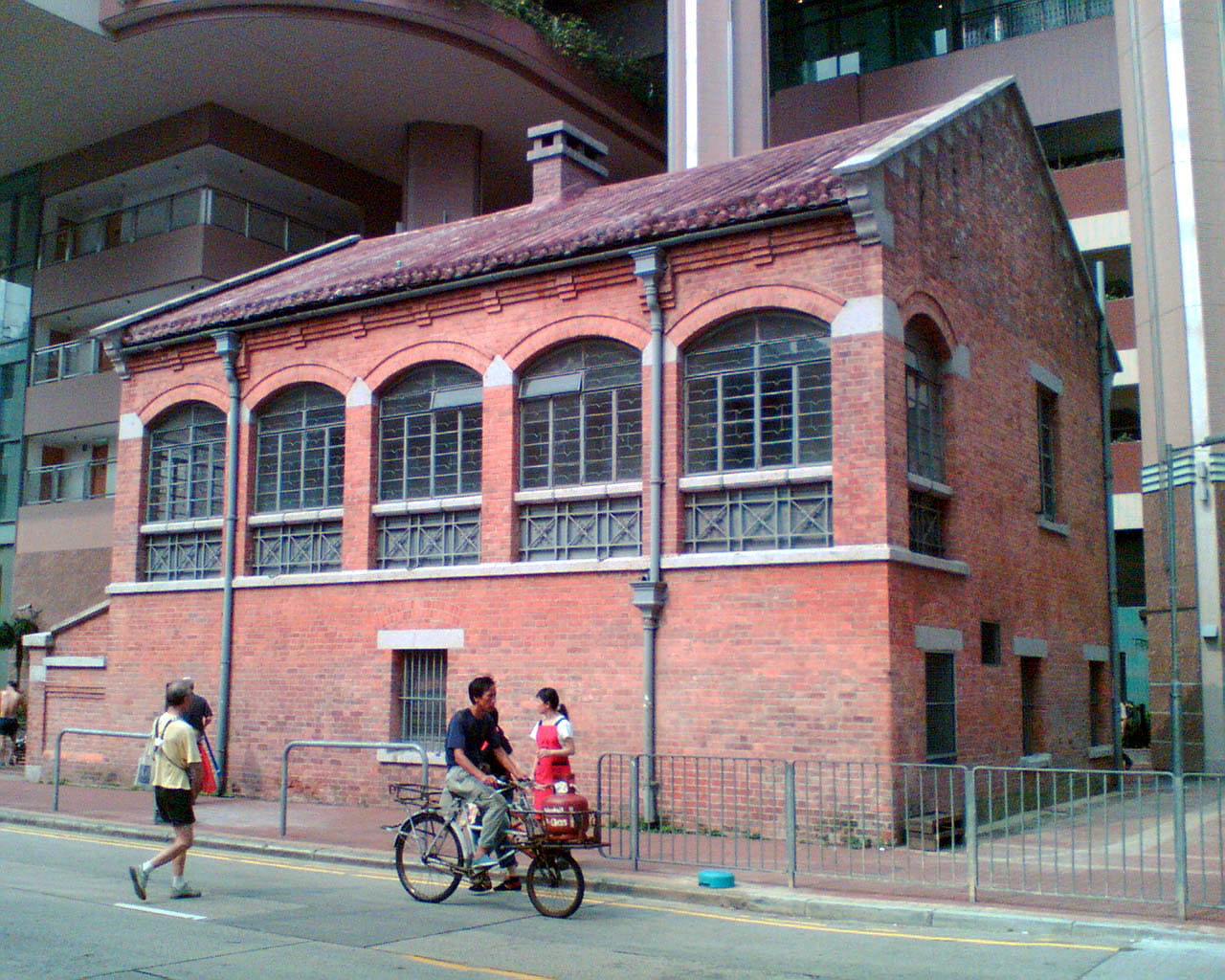
紅磚屋右面
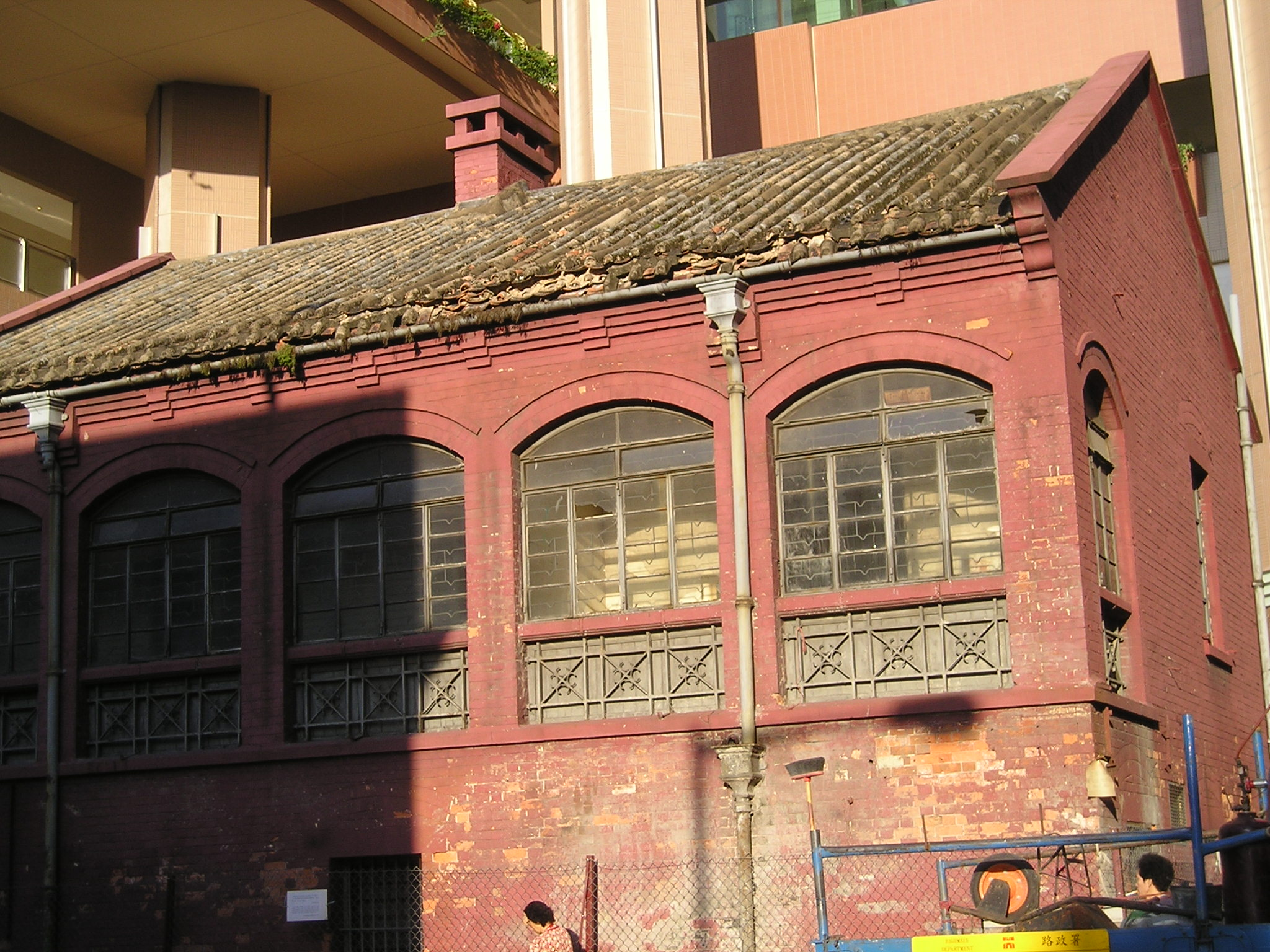
接近中午時分的紅磚屋
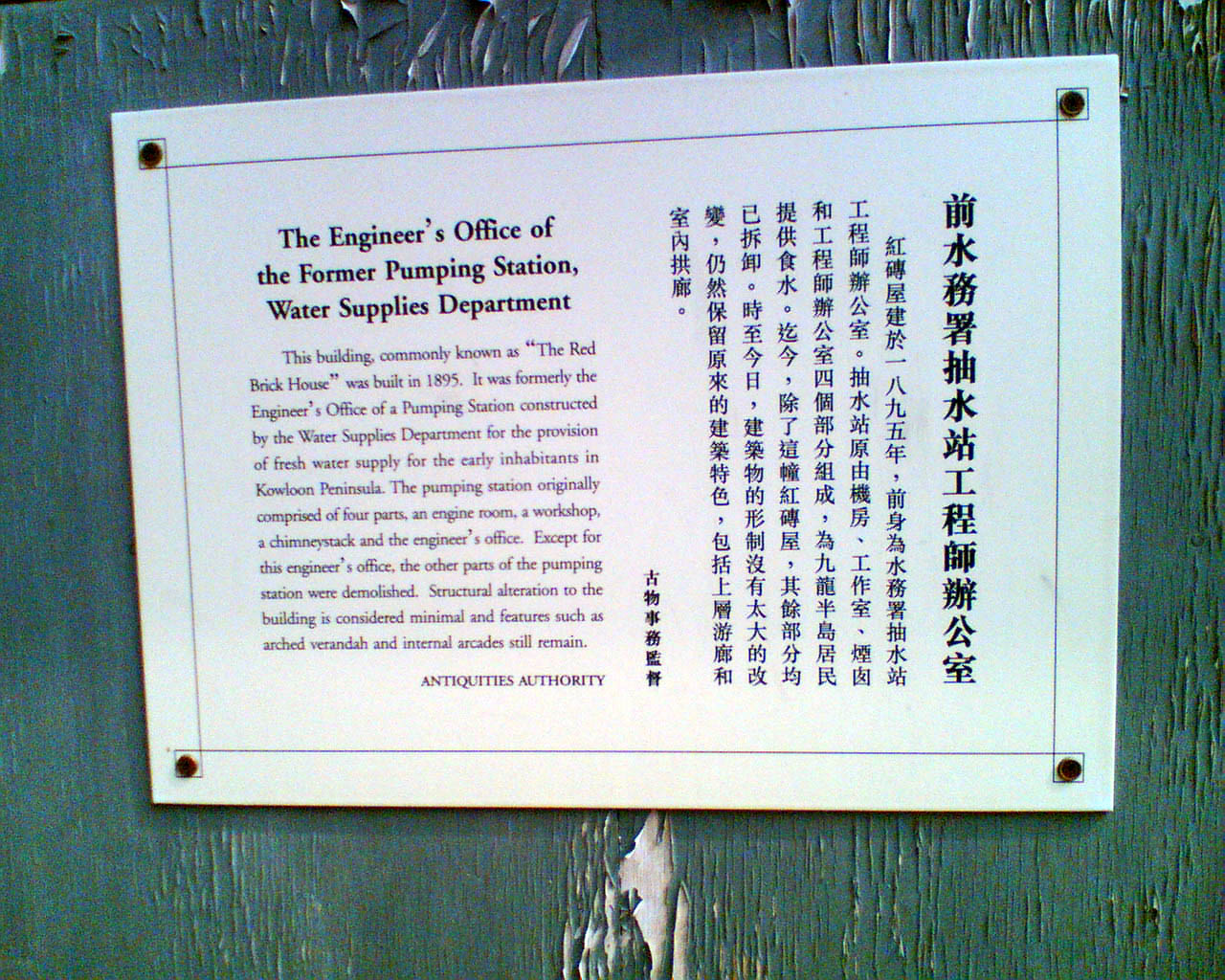
紅磚屋介紹

## 資料來源
1. ↑  . 東方日報. 2006-11-25  [2012-02-18]. （原始内容存档于2016-03-05）.
2. ↑  油麻地戲院紅磚屋辦導賞團 （页面存档备份，存于） 《明報》 2012年12月12日

## 外部連結
- 香港地方：建設及建築物：歷史建築(三)九龍 （页面存档备份，存于）

22°18′44″N 114°10′11″E / 22.31234°N 114.16964°E